# 日本大学校友会
日本大学校友会（にほんだいがくこうゆうかい）とは、日本大学の校友会のことである。組織は都道府県支部、学部別部会、職域別部会、桜門会、海外特別支部がある。他に、会誌やクラブ会員等の特典がある。本部は桜門会館に置かれている。校友会すべてを総称して桜門会（おうもんかい）と呼称される。

## 概観
全国または世界各国にいる校友は約108万人いるとされ、卒業生は、産業、経済、芸術、スポーツ等、さまざまな領域にいる中で、校友会は情報を発信できるように、一年に1回開催するイベントとして、全国校友大会を実施している。
全国に65の都道府県支部、16の学部別部会、職域別4部会、約80の桜門会、8つの海外特別支部からなっており、各支部・部会の総会では、大学関係者が出席し、大学の近況を報告している。校友会本部による正会員の制度を取り入れ、会員募集している。現役学生は準会員になっており、経済的な支援を行う制度を設けている。
校友を深めるための会員誌・コミュニケーション誌を定期的に発行している。会報誌は、大学、校友、在学生のコミュニケーション誌「桜縁」。母校と日大人を結ぶコミュニケーション誌「KiZUNA〈絆〉」は、日本大学卒業生と大学側が結ぶコミュニケーション誌として、学生の住所情報に対するメンテナンスをする際を兼ねて、住所が判明した卒業生全員に無料で郵送している。校友会の活動・事業については、全ての校友同士の交流を応援するために日大iクラブを発足し、在学生や卒業生などに対する特典や情報サービスを中心に展開している。

## 組織

### 校友会役員
| 会長 | 大谷喜一 |

### 都道府県支部
- 札幌支部
- 旭川支部
- 小樽支部
- 十勝支部
- 苫小牧支部
- 網走支部
- 釧路支部
- 青森県支部
- 岩手県支部
- 宮城県支部
- 秋田県支部
- 山形県支部
- 福島県支部
- 茨城県支部
- 栃木県支部
- 群馬県支部
- 埼玉県支部
- 千葉県支部
- 神奈川県支部
- 川崎支部
- 山梨県支部
- 東京都第一支部
- 東京都第二支部
- 東京都第三支部
- 東京都第四支部
- 東京都第五支部
- 東京都第六支部
- 東京都第七支部
- 岐阜県支部
- 静岡県支部
- 愛知県支部
- 三重県支部
- 新潟県支部
- 富山県支部
- 石川県支部
- 福井県支部
- 長野県支部
- 長野県北信支部
- 滋賀県支部
- 京都支部
- 大阪支部
- 兵庫県支部
- 奈良県支部
- 和歌山県支部
- 鳥取県支部
- 島根県支部
- 岡山県支部
- 広島県支部
- 山口県支部
- 徳島県支部
- 香川県支部
- 愛媛県支部
- 高知県支部
- 福岡県支部
- 北九州支部
- 佐賀県支部
- 長崎支部
- 佐世保支部
- 熊本県支部
- 大分県支部
- 宮崎県支部
- 鹿児島県支部
- 沖縄県支部

### 学部別部会
- 本部・大学院校友会
- 法学部校友会
- 文理学部校友会
- 経済学部校友会
- 商学部校友会
- 芸術学部校友会
- 国際関係学部校友会
- 理工学部校友会
- 生産工学部校友会
- 工学部校友会
- 医学部同窓会
- 歯学部同窓会
- 松戸歯学部同窓会
- 生物資源科学部校友会
- 薬学部校友会
- 危機管理学部校友会
- スポーツ科学部校友会
- 通信教育部校友会

### 職域別部会
- 全国桜師会
- 桜門会計人会
- 日本大学法曹会
- 全国桜門スポーツ部会
- 日本大学社長会

### 桜門会
- 鴻池組桜門会桜鴻会
- 八丁堀警備桜門会
- ライフ桜門会
- 町田桜門会
- フジパスク（株）世田谷 桜門会
- 土浦桜門会
- 日本大學櫻門 三崎倶楽部
- 日本大学相撲桜門会
- 日本大学全国相撲
- 柔道桜門会
- フェニックス桜門会
- 関電工桜門会
- 桜門六会会
- 日大テニス桜門会
- 日本大学剣道部桜門会
- 日本大学弓道桜門会
- 日本大学準硬式野球部
- 体操桜門会
- 重量挙桜門会
- 山岳部桜門会
- スキー部桜門会
- 日本大学スケート部 桜門会
- 日本大学バスケットボール桜門会
- レスリング桜門会
- 八幡山サッカー桜門会
- ヨットクラブ桜門会
- 日本大学フェンシング部 桜門会
- ハンドボール桜門会
- 飛島桜門会
- 射撃部桜門会
- 桜門・報道クラブ
- 六興電気（株）桜門会
- 日本大学湘南桜門会
- ボクシング部桜門会
- 日本大学自動車部 桜門会
- 不動産・建設桜門会
- 成田桜門会
- TSUCHIYA桜門会
- 日本大学合唱団桜門会
- 全国社会保険労務士 桜門会
- 新生テクノス桜門会
- NBS桜門会
- （株）ライクス桜門会
- ニッタン桜門会
- レディス桜門会
- 沼津桜門会
- 日本大学櫻下桜門会
- 日本大学拳法部桜門会
- 桜門建築連合会
- 日本大学空手部桜門会
- 佐藤工業桜門会
- 行政書士桜門会
- ラグビー桜門会
- 日本大学税理士桜門会
- 日本大学バレーボール
- 村本建設桜門会
- （株）加賀田組桜門会 桜友会
- 日本大学自転車部 桜門会
- ゴルフ部桜門会
- 大林組桜門会
- 東京美装興業桜門会
- ボート部桜門会
- 池田建設桜門会
- 桜門ニューリーダーズ倶楽部
- 宮崎日本大学学園 桜門会
- アイング桜門会
- 桜門社長会
- 国際ランド桜門会
- 日本電設工業 桜門会
- 坂田桂三ゼミ 桜門会
- しんきん桜門会
- 桜門工業クラブ桜友会
- 長谷川体育施設（株）桜門会
- 日本大学桜門水泳会
- 日本大学桜門卓球会
- 日本大学弁理士桜門会

### 海外特別支部
- 韓国（事務局）
- ブラジル
- ロサンゼルス
- 台湾
- サンフランシスコ
- スペイン
- ニューヨーク
- インドネシア

## 桜門会館

### 校友会本部
日本大学桜門会館は、校友会の本拠地とする交友会館のことである。交友と交友（卒業生：OB・OG）同士、交友と学生（在学生）、教職員または大学関係者、役員などがさまざまな情報交換や出会い、新しい活動を始める拠点として存在する。単なる交流の場としてではなく、事業主同士が新たなビジネスをはじめるコミュニティによる出会い、大学生の就職活動に際しての人材発掘など、このように親睦を深め市場活動に直結する交流の拠点として発揮している。事業計画（定期総会開催報告）をした会場の開催場所（予定行事）として利用されることが多い。
会員の加入促進による組織の充実（日本大学校友会会員並びに全国社労士桜門会会員の増強を含む）、総会、役員会、委員会、会員懇親会等の開催、業務に関する講演会・研究会（フレッシュ会員部会）の開催、大学当局からの要請による研修・講師派遣等への協力、会員同志の親睦交流会の開催、日本大学校友会と大学関係者並びに東京都社会保険労務士会等に対する事業の案内、他大学出身の社会保険労務士校友会等との交流、ホームページの運用、周年記念行事、勉強会（四士の会：日本大学法曹会、日本大学桜門会計人会、全国社会保険労務士桜門会、司法書士桜門会の四会で運営されている合同勉強会）等、必要な事業に応じて使用される。年間を通じて行われる事業は、会員増強活動、日本大学校友会会員増強活動、メールアドレスの整備（継続）がある。

### 場所・交通機関
東京都千代田区五番町2-6（JR市ケ谷駅下車：徒歩1分、都営地下鉄新宿線・東京メトロ有楽町線・東京メトロ南北線3番出口：徒歩1分）